# Piotr Zatorski
Piotr Zatorski (ur. 13 czerwca 1987 w Legnicy) – polski brydżysta, Arcymistrz (PZBS), zawodnik i kapitan ekstraklasowej drużyny KS Szkoła Brydża Szlem Gdańsk. Zwycięzca turnieju Reisinger'a (Denver, 2015) uznawanego za najtrudniejszy turniej na świecie oraz World Games Series w kategorii Mikst (Buenos Aires, 2024). Były trener i selekcjoner Reprezentacji Polski Kobiet U26.

## Wyniki brydżowe (Świat)
Zwycięstwa:
- Reisinger 2015 (Denver)
- Spingold 2024 (Toronto)
- Drużynowe Mistrzostwa Świata Mikstów 2024 (Buenos Aires)
- Drużynowe Mistrzostwa Europy Mikstów BAM 2023 (Strasburg), 2025 (Poznań)
- Klubowe Mistrzostwa Europy 2023 (Dubrownik)

Drugie miejsca:
- Reisinger 2017 (San Diego), 2018 (Honolulu)
- Spingold 2022 (Providence)
- Soloway 2022 (Phoenix), 2023 (Atlanta)
- Klubowe Mistrzostwa Europy 2024 (Boario Terme)

Trzecie miejsca:
- Spingold 2018 (Toronto)
- Drużynowe Mistrzostwa Europy Mikstów 2023 (Strasburg)

## Wyniki brydżowe (Polska)
- Drużynowy Mistrz Polski (Ekstraklasa) 2019, 2021, 2022, 2025  Wielokrotny Drużynowy Mistrz Polski w kategorii BAM, IMP, OPEN.